# Liriodendron tulipifera
Tulipier de Virginie
Espèce
Classification APG III (2009)
Statut de conservation UICN

 LC  : Préoccupation mineure
Liriodendron tulipifera, le tulipier de Virginie ou arbre aux lis, est une espèce de plantes à fleurs de la famille des Magnoliacées. C'est un arbre feuillus originaire du sud du Canada et du sud et de l'est des États-Unis.

## Description
Dans son habitat d'origine, il s'élève de 50 à 60 m (moins en Europe) et peut y vivre jusqu'à 500 ans (environ 300 ans en Europe). Son tronc peut atteindre 2 ou 3 mètres de diamètre.
Il se distingue avant tout par sa feuille (10 à 16 cm). Celle-ci, caduque, simple, alterne comporte 4 lobes avec une échancrure nette. Le pétiole mesure jusqu'à 10 cm. Elle est jaune-vert au printemps et en été, jaune en automne.
La fleur, hermaphrodite, est solitaire, dressée, comporte 9 tépales (pétales et sépales indifférenciés) dont 3 sépales vert clair entourant 6 pétales évoluant de vert très clair à blanc, jaune orangé à la base et légèrement odorante. Sa forme la fait ressembler à une tulipe, d'où le nom de l'espèce. La floraison se fait entre mai-juin-juillet selon le climat.
Elle donne un fruit conique dressé après 20 ans. À maturité, à partir d'octobre, il libère de nombreux akènes ailés (3 à 5 cm) ou samares simples (graines ailées, comparables à celle du frêne).
• Essence de pleine lumière à développement rapide, capable de tolérer un faible ombrage.
• Fruit conique et écailleux contenant de petites graines ailées.
• Souche rejetant vigoureusement après coupe.
Les jeunes branches sont rouge foncé tandis que l'écorce devient gris foncé, finement fissurée en vieillissant.
Une étude publiée en 2024, par des chercheurs de l'université Jagellonne, renseigne sur les caractéristiques spécifiques du bois de cette espèce (ainsi que celui de l'espèce Liriodendron chinense). En effet l'étude démontre que la structure microscopique du bois ne permet pas de le classer dans les feuillus ou dans les résineux du fait de la taille des macrofibrilles qui est en moyenne de 20 nm pour cette espèce, là ou les résineux présentent une valeur référence de 25 nm et de 15 nm pour les feuillus.

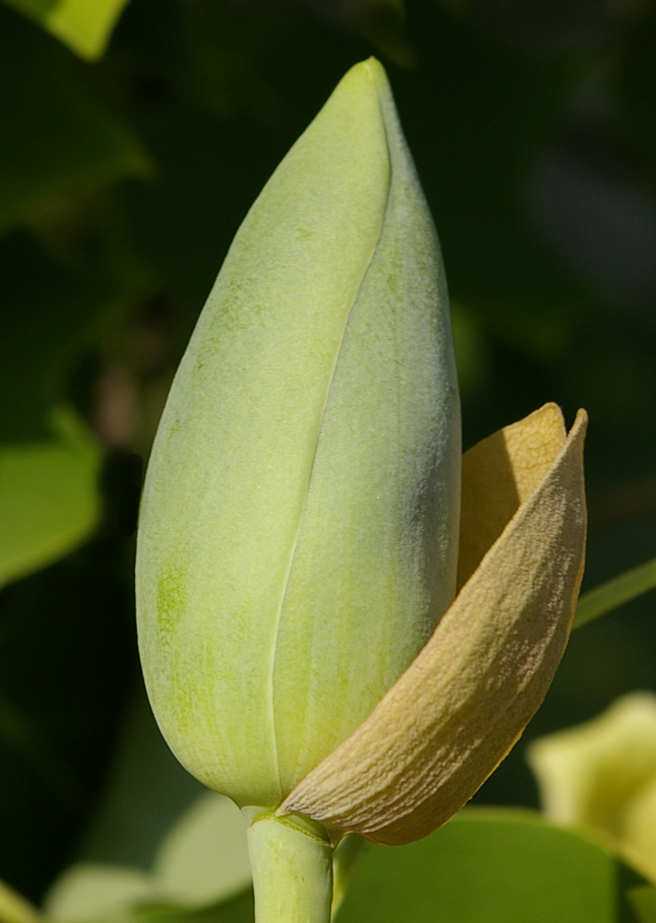
Bourgeon.
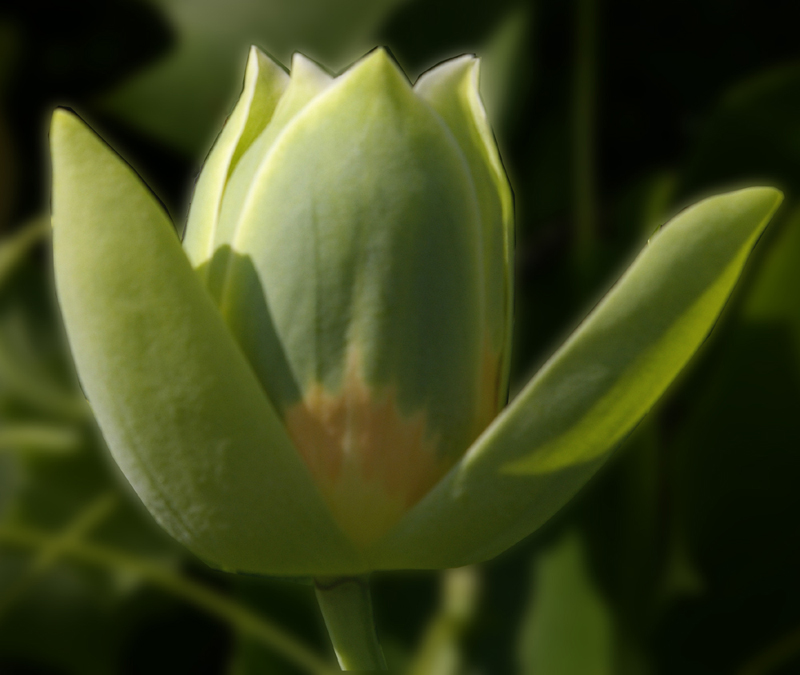
Éclosion.
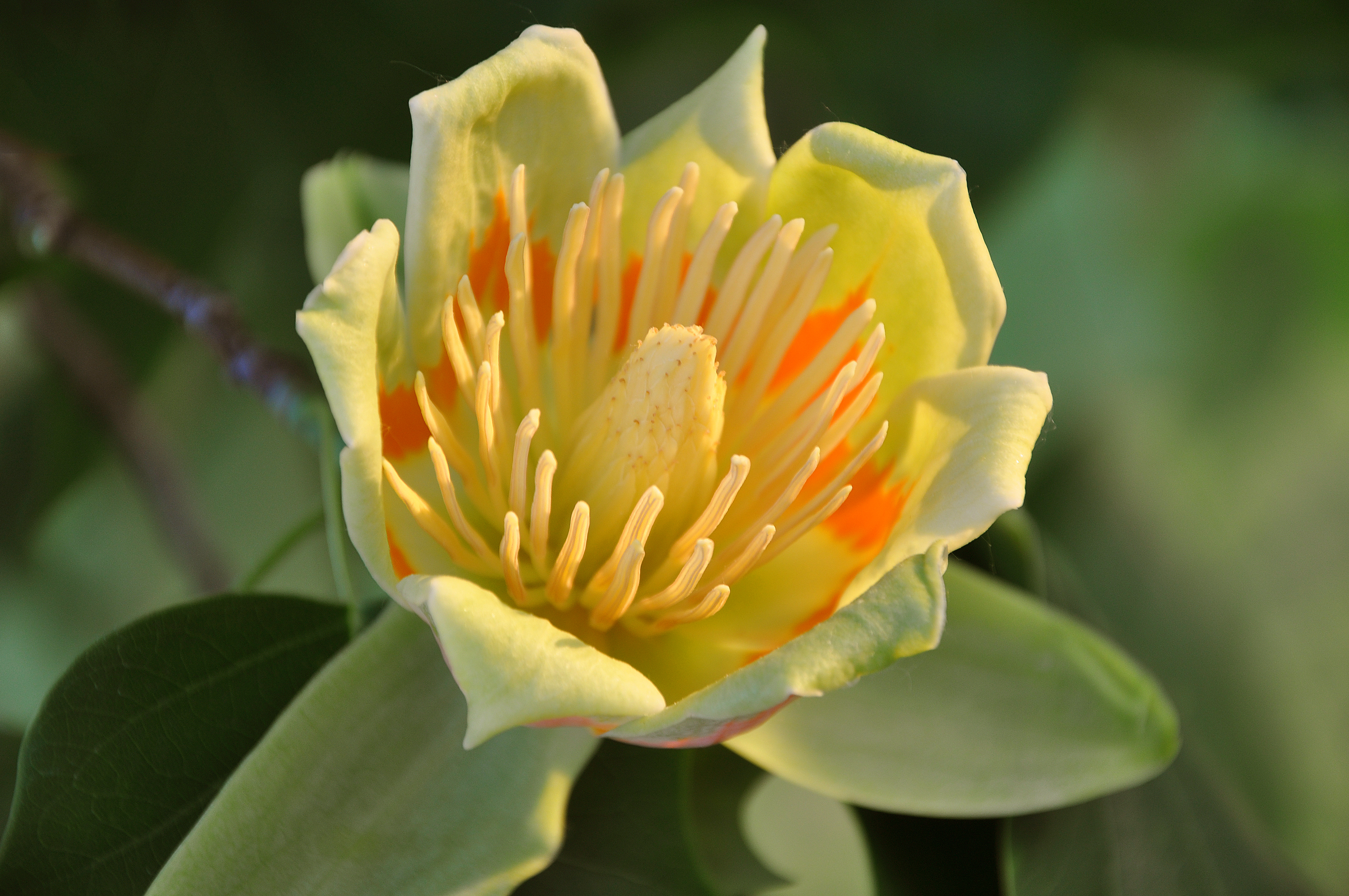
Fleur de tulipier de Virginie.
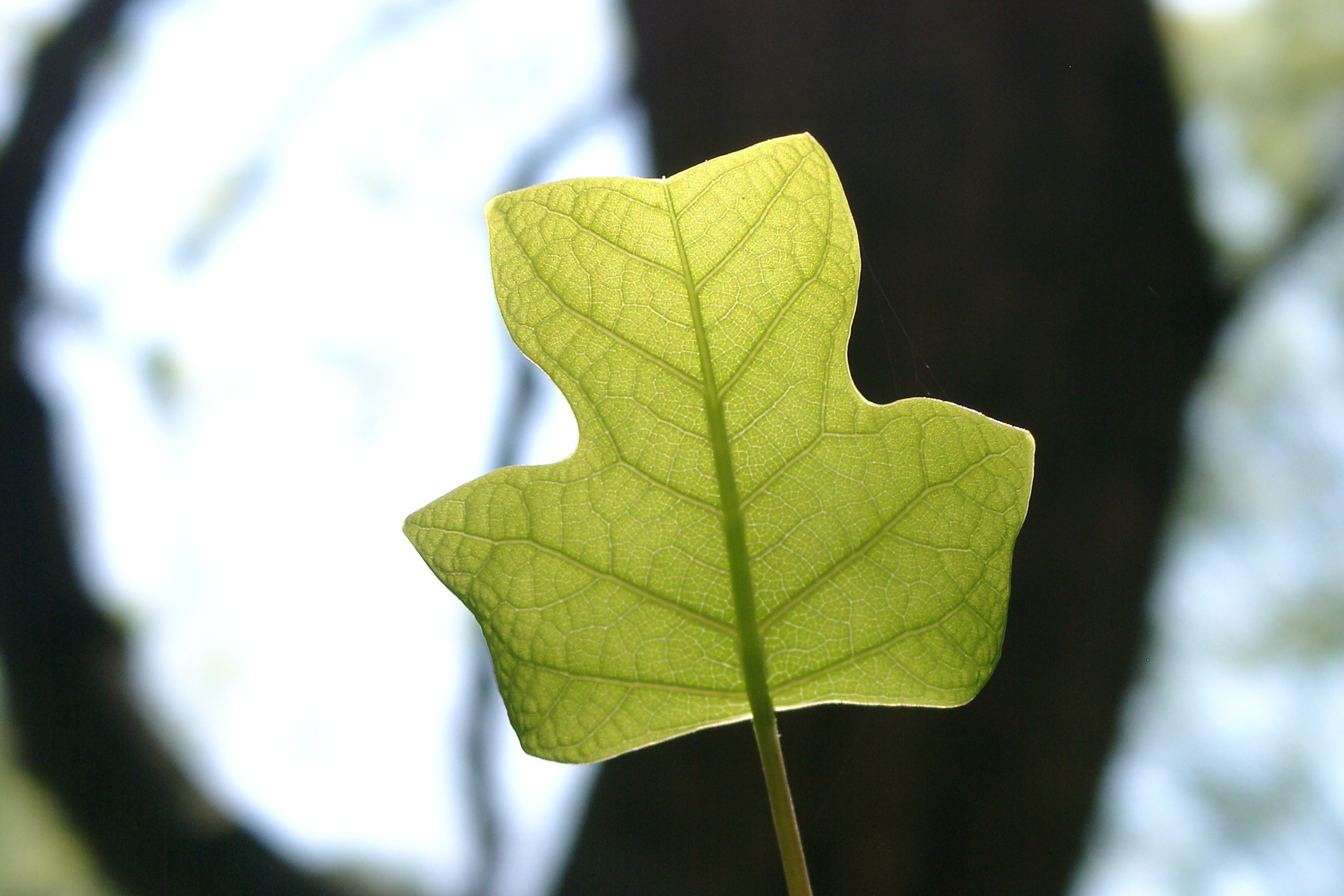
Feuille de tulipier de Virginie.
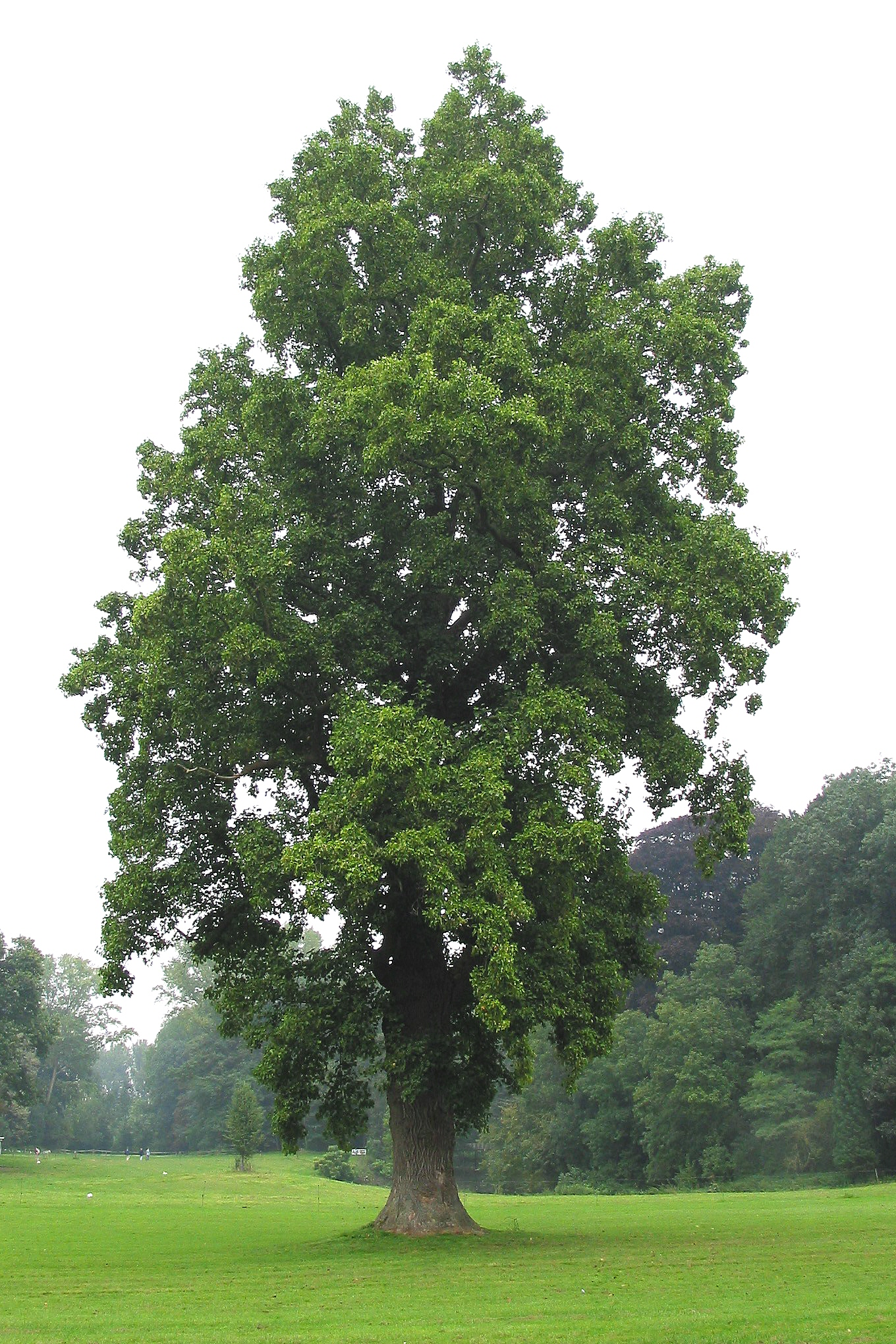
Arbre en été.
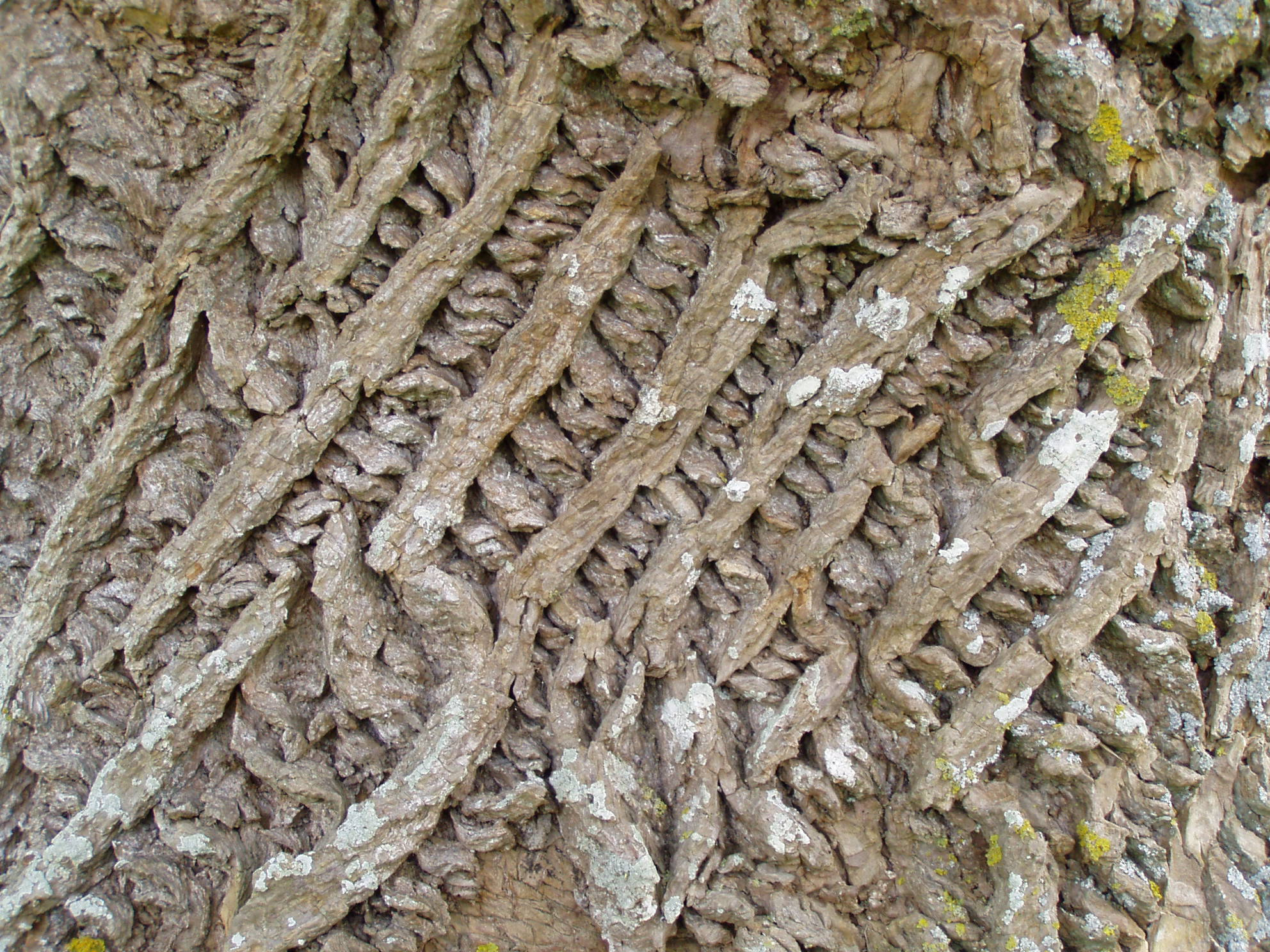
Écorce de tulipier de Virginie.
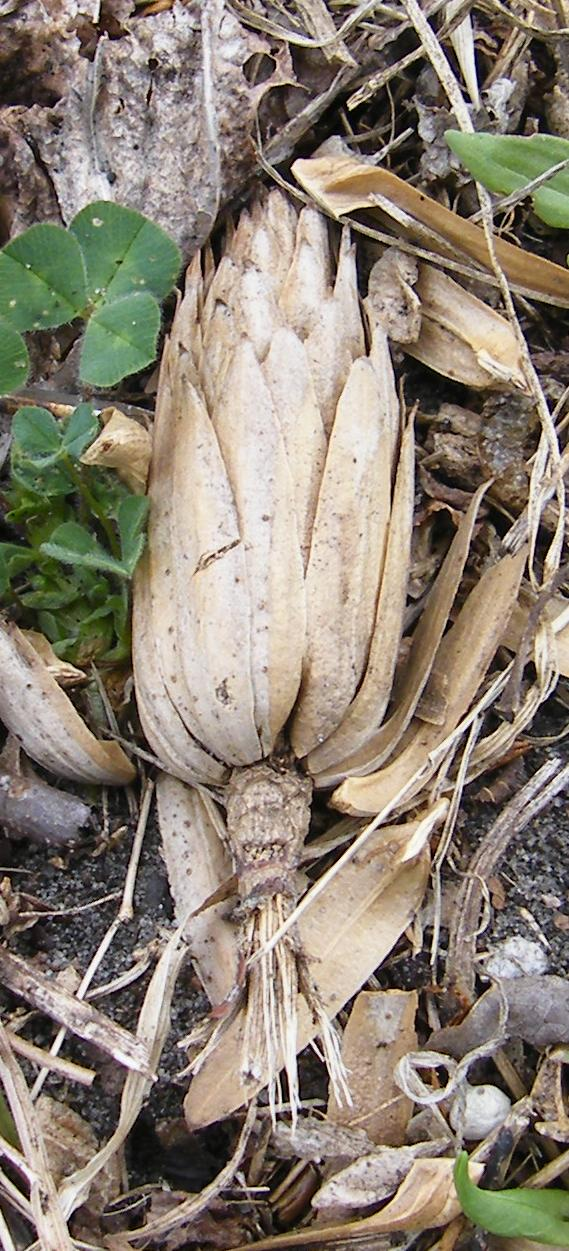
Fruit de tulipier de Virginie.
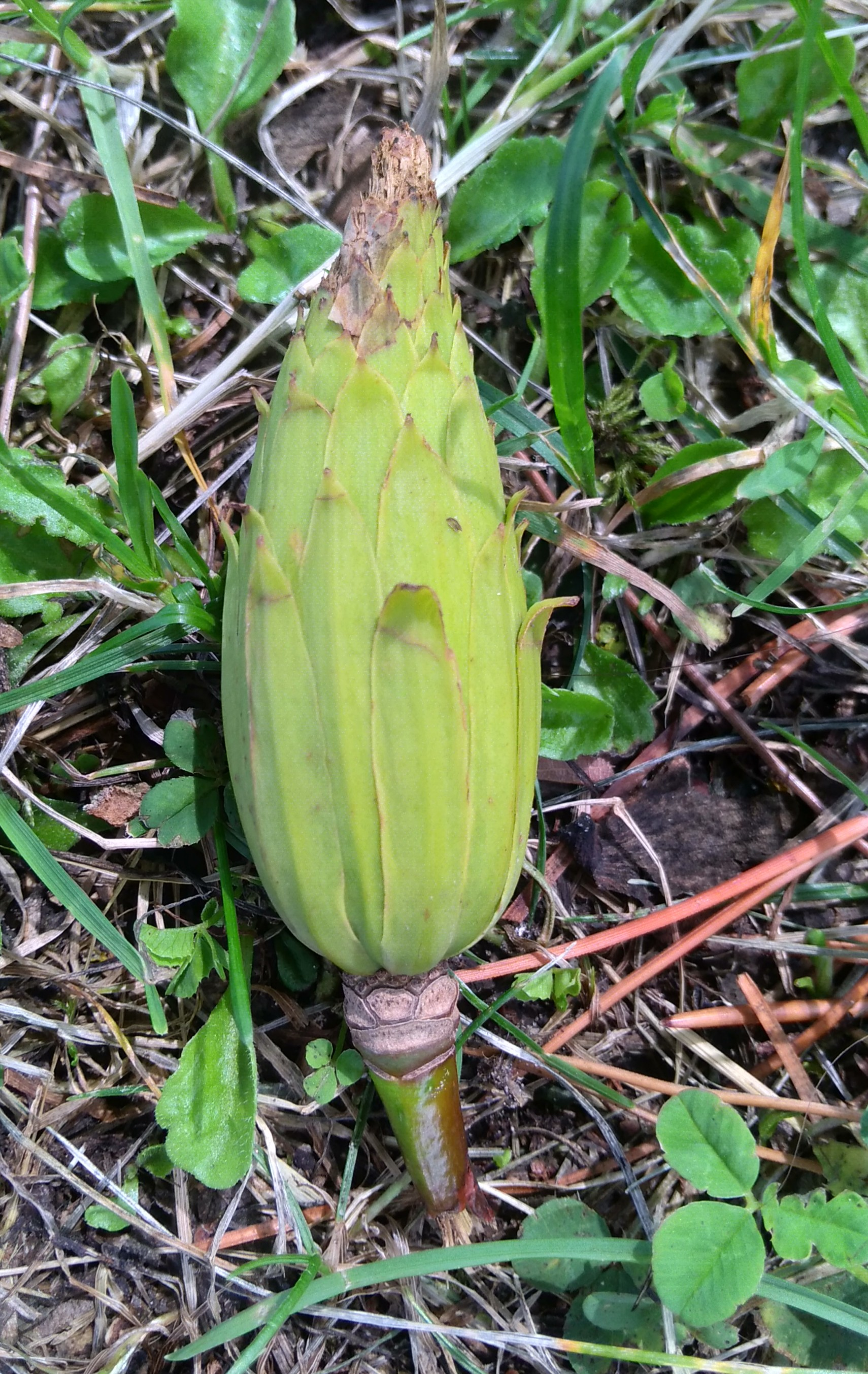
Fruit du tulipier de Virginie.
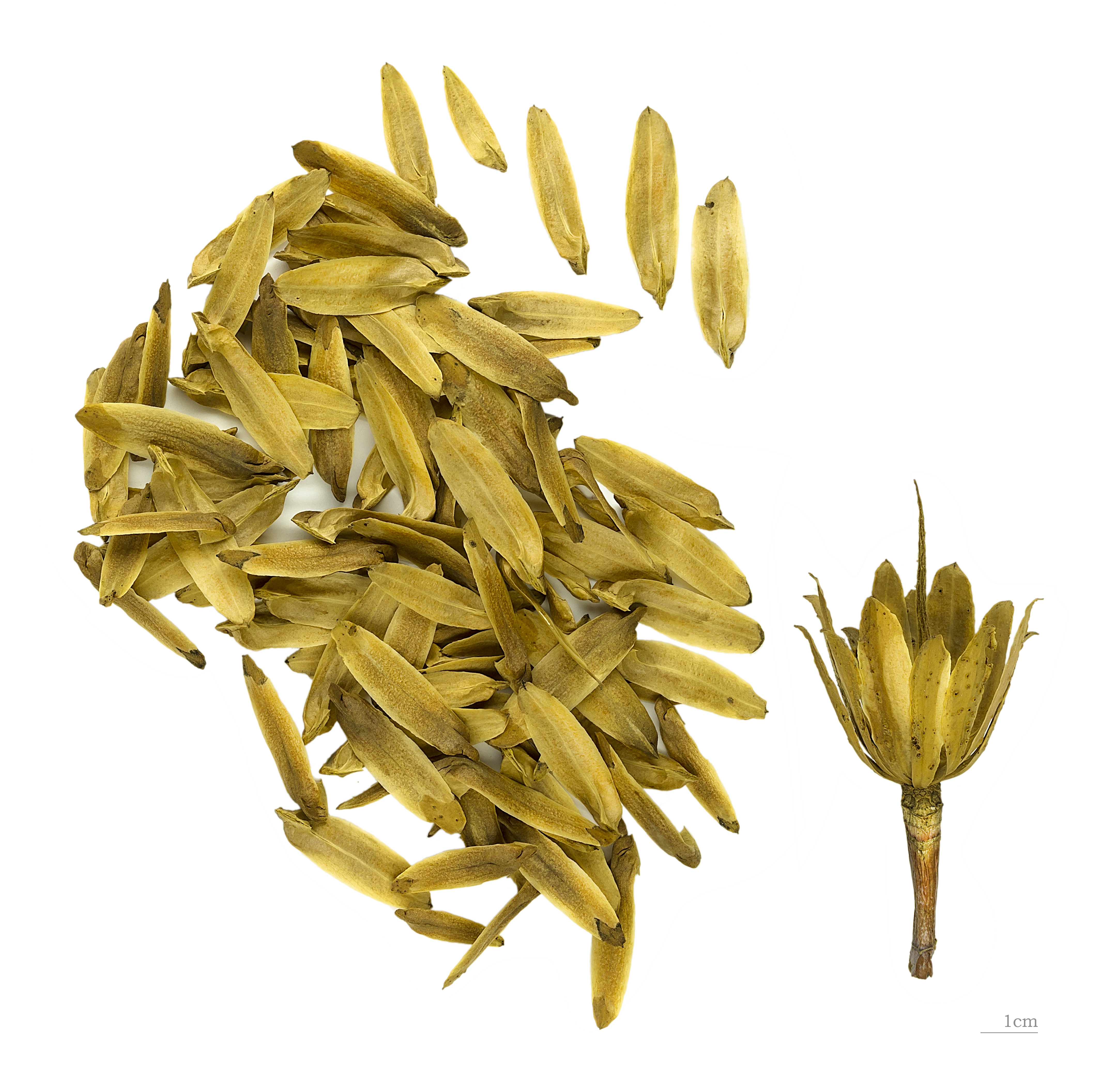
Samares au Muséum de Toulouse.

## Distribution et habitat

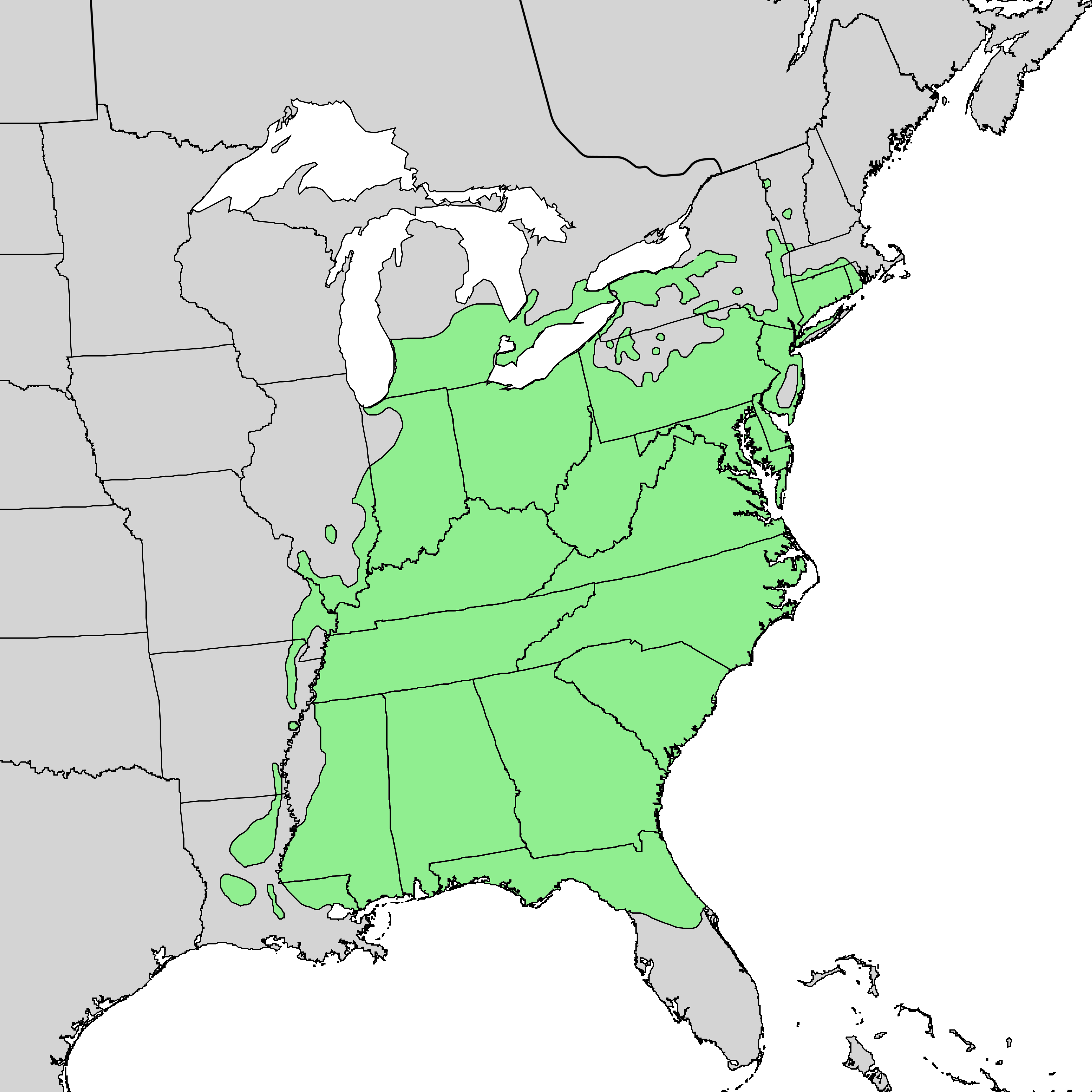
Distribution naturelle.

Son aire de distribution s'étend de l'Arkansas et l'Alabama jusqu'au Michigan, à New York et au sud du Canada. Il pousse dans les sols bien drainés des bassins des rivières et évite les sols trop calcaires. Dans les forêts mixtes, il est associé au noyer noir, au caryer et au chêne blanc d'Amérique. L'arbre supporte des gelées courtes jusqu'à −30 °C et apprécie énormément le soleil. Il a besoin de beaucoup d'eau en terrain bien drainé. Son exploitation est étudiée actuellement dans le sud-ouest de la France (Béarn et le Pays basque) dont le climat humide lui conviendrait bien.
L'arbre a été introduit en Europe en 1663 et il est depuis courant dans les parcs du continent. Il a été introduit en France à partir du début du XVIIIe siècle, notamment par La Galissonnière. Les plus connus furent plantés au Petit Trianon de Versailles pour Marie-Antoinette en 1771 et abattus par la tempête de décembre 1999.
Depuis la disparition des deux tulipiers du parc de Versailles, le plus vieux tulipier de Virginie de France (contemporain de ceux du Petit Trianon) serait pour certains dans le parc du château de Didonne à Semussac en Charente-Maritime (près de Royan). Cependant, l’âge d’un tulipier du parc du château de Coursan-en-Othe, dans l'Aube, a été estimé par l'ONF à 350 ans, ce qui nous ramènerait à une date bien antérieure. Un tulipier est également présent dans le parc du château de Lesches qui a plus de 300 ans. D'autres sont également visibles dans les parcs des châteaux de Cirey-sur-Blaise (Haute-Marne) et Canaples (Somme) ; ils dateraient de 1830 pour le premier et de la fin du XIXe siècle pour le second.
Un tulipier de Virginie de 30 mètres de hauteur est visible dans le domaine royal de Château-Gaillard (Amboise), planté sur les grands parterres des jardins du roi, et daterait du début du XIXe .
Plusieurs sujets plantés à la fin du XIXe siècle sont visibles dans les parcs et les arboretums.

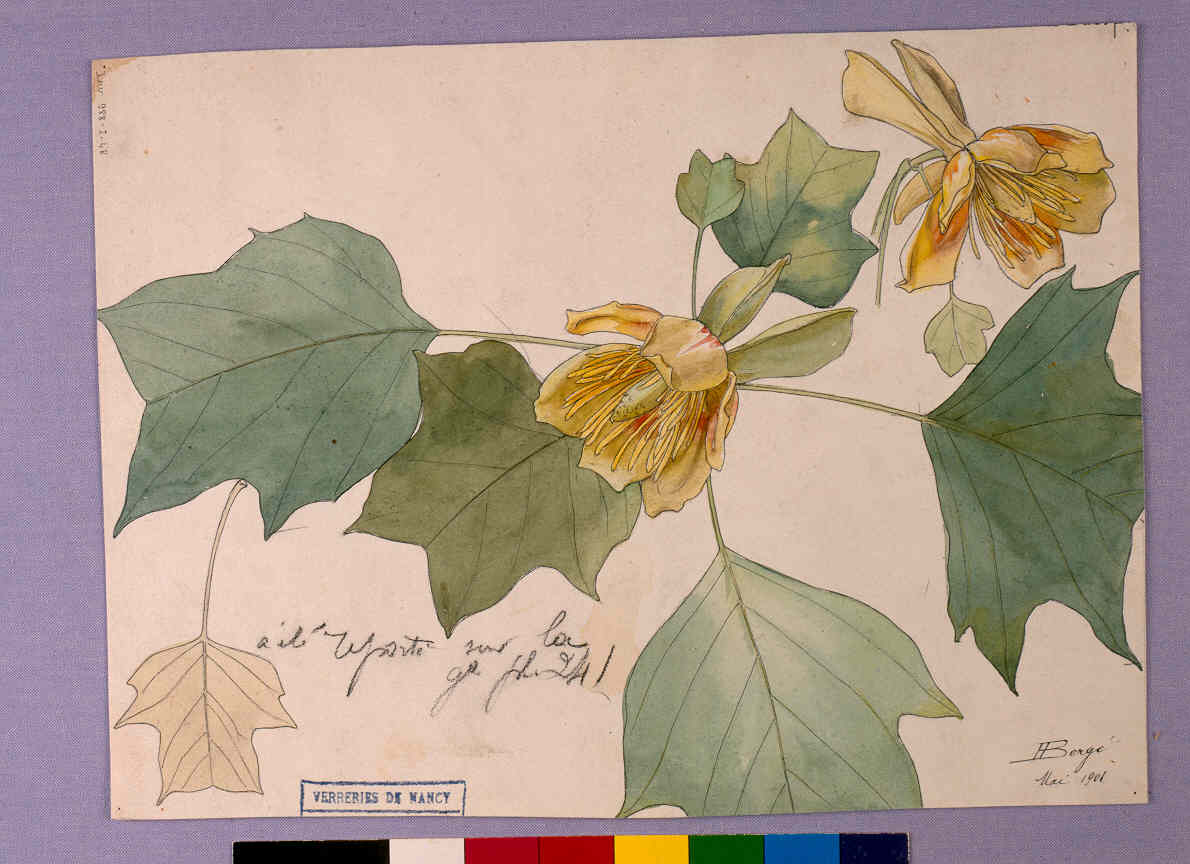
Etude du tulipier de Virginie, 1901, Henri Bergé, musée de l'Ecole de Nancy.

## Utilisation
En plus de l'ornement, celui-ci possède un bois de cœur brun utilisé pour la fabrication de mobilier. On extrait de son écorce la liriodendrine, un alcaloïde succédané de la quinine. Sa fleur est visitée par les abeilles attirées par son nectar. Aux États-Unis on en récolte un miel très foncé.

## Étymologie
Du grec ancien λείριον, leírion (« lis ») et δένδρον, dendron (« arbre »).

## Systématique
L'espèce Liriodendron tulipifera a été décrite par le naturaliste suédois Carl von Linné en 1753.

### Synonymie
Homotypique
- Liriodendron tulipiflora St. 1880[5].

Hétérotypique
- Liriodendron procerum Salisb. 1796[6]
- Liriodendron tulipifera var. acutilobum Michx 1803[7]
- Liriodendron tulipifera var. obtusilobum (K. Koch) Michx. 1803[7]
- Liriodendron truncatifolium Stokes, 1812[8]
- Liriodendron tulipifera var. flavum Loudon 1838[9]
- Liriodendron obtusilobum K. Koch 1869[10]
- Liriodendron tulipifera f. heterophyllum K. Koch 1869[11]
- Liriodendron tulipifera subsp. integrifolium K. Koch 1869[10]
- Liriodendron tulipifera subsp. obtusilobum (Michx.) K. Koch 1869[10]
- Liriodendron fastigiatum Dippel 1893[12]
- Liriodendron tulipifera var. integrifolium (K. Koch) Dippe 1893[13]
- Liriodendron tulipifera var. pyramidale Dippel 1893[14]
- Liriodendron tulipifera var. variegatum Dippel 1893[13]
- Liriodendron tulipifera f. aureomarginatum (Dippel) Schelle 1903[15]
- Liriodendron tulipifera f. integrifolium (G. Kirchn.) Schelle[15]
- Liriodendron tulipifera var. fastigiatum (Dippel) Jacq.

## Plante-hôte
Le Tulipier de Virginie est une plante-hôte des chenilles des papillons Papilio glaucus et Papilio troilus.

## Le tulipier de Virginie séquestre le carbone
Parmi les arbres, la capacité supérieure du tulipier de Virginie à séquestrer le carbone de l'atmosphère s'expliquerait par la nature de son bois, ni dur ni tendre, selon les deux auteurs d'une récente étude qui se sont exprimés au sujet de leur découverte dans The Conversation.
Raymond Wightman (d) et Jan Łyczakowski (d), respectivement chercheurs à l'université de Cambridge et à l'université Jagellonne de Cracovie en Pologne, ont ainsi pu étudier la structure interne du bois chez des espèces représentatives des moments les plus marquants de l'évolution des arbres sur Terre, expliquent-ils dans The Conversation (9 septembre 2024).